# Ny-Ålesund Flyveplads, Hamnerabben
Ny-Ålesund Flyveplads, Hamnerabben, (ICAO: ENAS) er en privat lufthavn ved Ny-Ålesund, Svalbard i Norge. Lufthavnen er ejet og drevet af det statsejede selskab Kings Bay.
Lufttransport er det eneste selskab der flyver til Ny-Ålesund. Flyvningerne er på vegne af Kings Bay og sker op til tre gange om ugen fra Longyearbyen, og passagererne er udelukkende arbejdere og personale der betjener samfundet omkring Ny-Ålesund. Som hovedregel kan turister ikke bestille billet til afgangene.